# Wildbad (Mörnsheim)
Wildbad ist ein Ortsteil der Gemeinde Mörnsheim im oberbayerischen Landkreis Eichstätt.

## Lage
Die Einöde liegt, fast gänzlich von Wald umgeben, etwa zwei Kilometer südöstlich von Mörnsheim, etwas abseits der Straße Mörnsheim-Haunsfeld.

## Geschichte
Seit dem Mittelalter war Wildbad, das zum Besitz des Hochstifts Eichstätt gehörte, wegen einer klaren Bergquelle, die im nahen Wald in einer Mulde entspringt, eine Art Heilbad. Die Verwaltung oblag dem bischöflichen Pfleger, der seit 1363 auf der Burg Mörnsheim residierte. Das Wildbad war wohl bei Hofjagden im Mörnsheimer Forst in Benutzung. Es scheint im Dreißigjährigen Krieg zerstört worden zu sein.
Im 17. Jahrhundert versuchte Michael Raphael Schmuz († 1679), Hofmedicus der Pfalzgrafen von Neuburg an der Donau, der 1645 das Werk „New warhaffte, unnd kurtze beschreibung, dern umb die Neustatt fürtrefflichen entspringenden Wildbädern“ hat drucken lassen, den Fürstbischof Marquard II. Schenk von Castell zu bewegen, das verfallene Badehaus wiederzuerrichten und einen größeren Badebetrieb aufzuziehen. Trotz einer Werbe-/Bittschrift, die er 1674 eigens dafür verfasste, konnte er beim Bischof mit seinem Plan nicht durchdringen. 1689 verkaufte der Fürstbischof das „öde“ Wildbad, das aber wieder an das Hochstift zurückgekommen sein muss, denn 1752 wurde das Brunnenhaus mit zwei steinernen Bassins und einem Kreuzgewölbe auf Hochstiftkosten neu gebaut.
Mit dem Hochstift ging 1802 auch das Wildbad bei der Säkularisation in staatlichen Besitz über und wurde an Privatleute verkauft. Besitzer war u. a. seit 1932 Hubert Graf von Waldburg-Wolfegg, der in der Nähe eine Kapelle erbaute.
1959 wurde das Bauernanwesen Wildbad an das Stromnetz von Haunsfeld angeschlossen. 1992 wurde eine neue Kapelle eingeweiht.
Heute weiß man, dass das nach wie vor sprudelnde Quellwasser von Wildbad zwar von guter Trinkwasserqualität ist, aber keine Bestandteile enthält, die auf eine heilkräftige Wirkung schließen lassen.

## Persönlichkeiten
- Georg Burckhardt (1539–1607), Philosoph und Professor an der Universität Tübingen, starb in Wildbad.